# Faktaposen
Faktaposen var en hip hop-gruppe fra Danmark. Den bestod af de fiktive personer Alko-Holger, Bo-Dega og DJ Preben-Jæger, med de virkelige personer Kenneth K, Scan og DJ Static bag. Gruppen udgav tre albums og et par singler. Gruppens mest populære hits var nummeret "Ah Yeah". Nummeret blev udgivet på opsamlingsalbummet Dansk Rap 1988-2003 af pladeselskabet Edel-Mega Records i 2003.

## Singler
- "Hvem" (1997)
- "Ah Yeah"

## Yderligere henvisninger
- Discogs om Faktaposen
- 'Faktaposen - Ah Yeah' på YouTube.com Arkiveret 5. december 2015 hos  Wayback Machine
- 'Faktaposen - Ah Yeah' på SoundCloud.com Arkiveret 26. oktober 2014 hos  Wayback Machine

| Musikgruppe | Spire Denne artikel om en dansk musikgruppe er en spire som bør udbygges. Du er velkommen til at hjælpe Wikipedia ved at udvide den. |